# جيمي ريمر
جيمي ريمر (بالإنجليزية: Jimmy Rimmer)‏ (10 فبراير 1948 في المملكة المتحدة - ) هو مدرب كرة قدم ولاعب كرة قدم بريطاني في مركز حراسة المرمى. شارك مع منتخب إنجلترا لكرة القدم. أما مع النوادي، فقد لعب مع أستون فيلا وسوانزي سيتي ومانشستر يونايتد ونادي أرسنال ونادي لوتون تاون وهامرون سبارتانز.

## مسيرته الكروية
لعب جيمي ريمر خلال مسيرته الاحترافية مع 5 أندية في واحد وعشرون موسمًا ولم يسجل خلالها أي هدف ضمن 470 مباراة. حيث فاز في موسم واحد بالكأس وفي موسمين بالدوري.
خاض جيمي ريمر مسيرته مع نادي مانشستر يونايتد في موسم 1967–68 ليلعب معه ستة مواسم، مشاركًا في 34 مباراة ولم يسجل أي هدف. ثم انتقل إلى نادي أرسنال في موسم 1973–74 ليلعب معه أربعة مواسم، حيث شارك في 124 مباراة ولم يسجل أي هدف أيضًا. لينتقل بعدها إلى نادي أستون فيلا في موسم 1977–78 ليلعب معه ستة مواسم، مشاركًا في 229 مباراة ولم يسجل أي هدف أيضًا. ثم انتقل إلى نادي سوانزي سيتي في موسم 1983–84 واستمر معه طيلة ثلاثة مواسم، مشاركًا في 83 مباراة ولم يسجل أي هدف أيضًا. هذا وانتقل لاحقًا إلى نادي هامرون سبارتانز في موسم 1986–87 لمدة موسم واحد، لم يشارك في أي مباراة ولم يسجل أي هدف أيضًا.

## وصلات خارجية
- جيمي ريمر على موقع قاعدة بيانات كرة القدم.إي يو (الإنجليزية)
- جيمي ريمر على موقع ناشيونال فوتبول تيمز (الإنجليزية)
- جيمي ريمر على موقع عالم كرة القدم.نت (الإنجليزية)